# Купсола (Куженерський район)
Купсо́ла (рос. Купсола, марій. Купсола) — присілок у складі Куженерського району Марій Ел, Росія. Входить до складу Юледурського сільського поселення.

## Населення
Населення — 168 осіб (2010; 191 у 2002).
Національний склад (станом на 2002 рік):
- марійці — 98 %